# Kronmühle (Allersberg)
Kronmühle ist ein Gemeindeteil des Marktes Allersberg im Landkreis Roth (Mittelfranken, Bayern). Kronmühle liegt in der Gemarkung Birkach.

## Lage
Das Dorf liegt am Kronmühler Bach, der etwas weiter nordwestlich in den Rothsee mündet. Südlich des Bachs befindet sich das Waldgebiet Eichelweide. Eine Gemeindeverbindungsstraße führt zur Staatsstraße 2225 (0,3 km nordwestlich) bzw. nach Göggelsbuch zur Kreisstraße RH 8 (1,4 km östlich).

## Geschichte
Der Ort wurde 1345 erstmals urkundlich erwähnt. Auf der Mühle saß zu dieser Zeit ein Untertan mit Familiennamen Hager.
Gegen Ende des 18. Jahrhunderts gab es in Kronmühle vier Anwesen. Das Hochgericht übte das pfalz-neuburgische Pflegamt Hilpoltstein aus. Ein Anwesen unterstand dem brandenburg-ansbachischen Kastenamt Roth. Von 1797 bis 1808 unterstand der Ort dem Justiz- und Kammeramt Roth.
Im Rahmen des Gemeindeedikts (frühes 19. Jahrhundert) wurde Kronmühle dem Steuerdistrikt und der Ruralgemeinde Heuberg zugewiesen. 1820 erfolgte die Umgemeindung nach Birkach. Am 1. Januar 1975 wurde Kronmühle im Zuge der Gebietsreform in Bayern nach Allersberg eingemeindet.

### Baudenkmäler
- Haus Nr. 1: Mühle[12]
- Haus Nr. 2: Wohnstallhaus[12]

### Einwohnerentwicklung
| Jahr      | 001818 | 001836 | 001861 | 001871 | 001885 | 001900 | 001925 | 001950 | 001961 | 001970 | 001987 | 002014 |
| Einwohner | 14     | 22     | 20     | 20     | 30     | 22     | 22     | 23     | 37     | 28     | 41     | 87     |
| Häuser    | 4      | 3      |        |        | 5      | 5      | 5      | 3      | 9      |        | 15     |        |
| Quelle    | [ 14 ] | [ 15 ] | [ 16 ] | [ 17 ] | [ 18 ] | [ 19 ] | [ 20 ] | [ 21 ] | [ 22 ] | [ 23 ] | [ 24 ] | [ 1 ]  |

## Religion
Kronmühle ist römisch-katholisch geprägt und bis heute nach Mariä Himmelfahrt (Allersberg) gepfarrt. Die Einwohner evangelisch-lutherischer Konfession gehören zur Pfarrei Eckersmühlen.